# Lincolnville (Kansas)
Pour les articles homonymes, voir Lincolnville.
Lincolnville est une ville du comté de Marion, situé dans le Kansas, aux États-Unis. En 2010 sa population était de 203 habitants.